# Circonscription de Sedie
La circonscription de Sedie est une des 135 circonscriptions législatives de l'État fédéré Amhara, elle se situe dans la Zone Est Godjam. Son représentant actuel est Nakachew Wideneh Adamu.